# Penitentiair psychiatrisch centrum Amsterdam

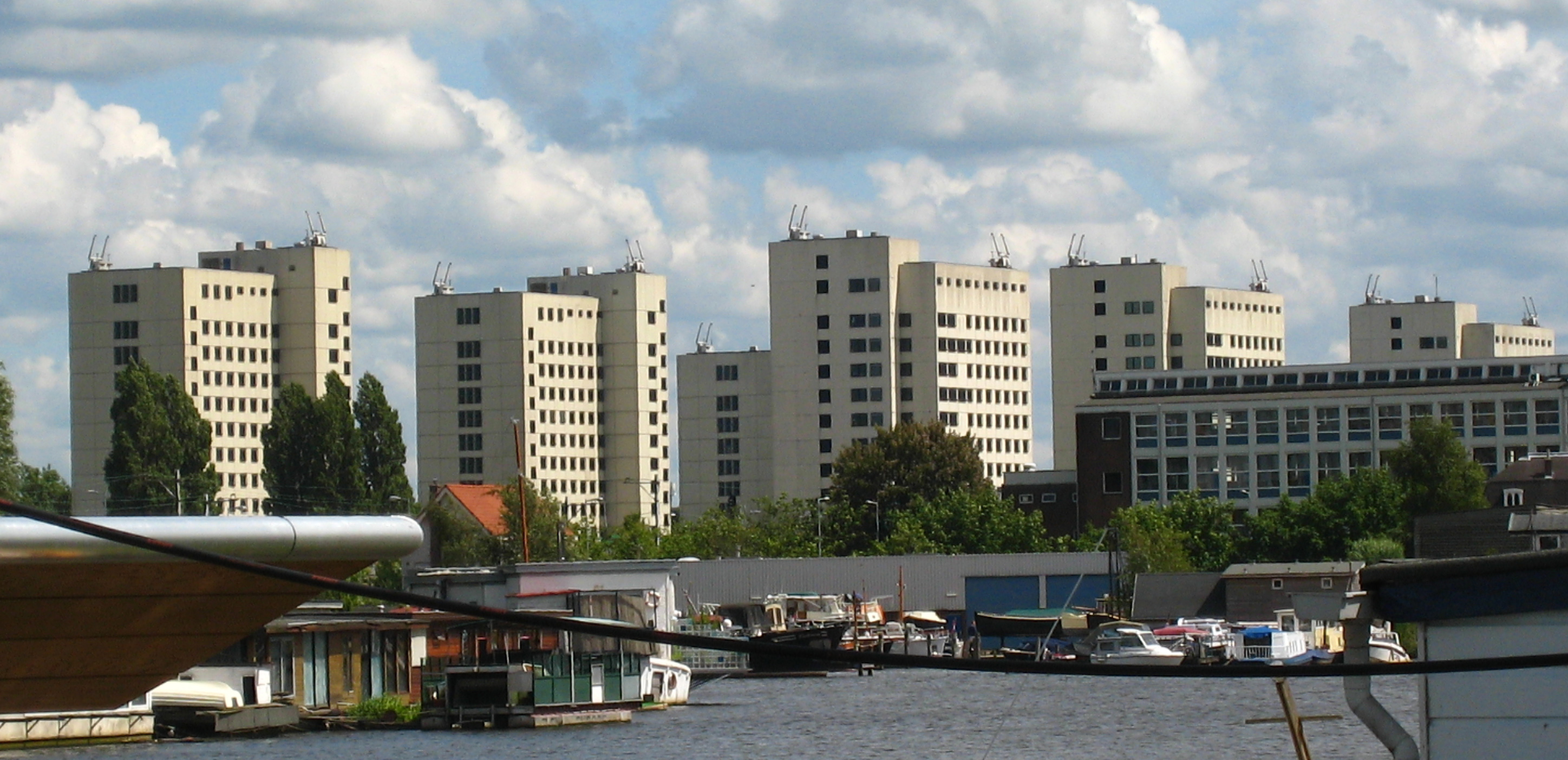
Bijlmerbajes

Het Penitentiair psychiatrisch centrum Amsterdam (PPCA) is een bijzonder huis van bewaring met twee hoofdtaken in de psychiatrische zorg aan gedetineerden. 
Ten eerste crisisinterventie voor psychisch ontregelde gedetineerden uit het gehele land, tot 2009 werd dit de Forensische observatie en begeleidingsafdeling (FOBA) genoemd. Hier is een capaciteit voor 60 mannen en 6 vrouwen. Deze crisisinterventie is gehuisvest in De Singel, een van de torens van de Bijlmerbajes. Ten tweede wordt zorg geboden ten behoeve van psychiatrisch ontregelde gedetineerden afkomstig uit het ressort van het Gerechtshof Amsterdam. Hiervoor is een penitentiair psychiatrisch centrum (PPC) ingericht met een capaciteit voor 62 mannen dat is gehuisvest in gebouw Het Veer van het gevangeniscomplex in de Bijlmermeer.

## Beleid en reorganisatie
In 2006 riep de parlementaire onderzoekscommissie TBS, de regering op om de psychiatrische zorg voor gedetineerden op hetzelfde peil te brengen als buiten het gevangenissysteem gebruikelijk. In 2008 werd daartoe een reorganisatie doorgevoerd. 
Dit betekende onder meer dat er vijf regionale penitentiair psychiatrische centra (PPC's), kwamen, waar in totaal aan ongeveer 700 gedetineerden met een psychiatrische stoornis voldoende psychiatrische zorg kan worden geboden, rekening houdend met de detentie-situatie.
Uitgangspunt hierbij is, dat gedetineerden in principe in een psychiatrische kliniek van de reguliere geestelijke gezondheidszorg geplaatst worden, tenzij dit vanwege de veiligheid niet kan. In dat geval worden deze gedetineerden in een van de PPC's geplaatst.

## Psychiatrische zorg in een juridische setting
Het PPC levert psychiatrische zorg volgens richtlijnen die geaccepteerd zijn in de reguliere ggz en de forensische psychiatrie.
Als wetgeving is niet de Wet verplichte ggz van kracht, maar de Penitentiaire Beginselen Wet en de  Wet op de geneeskundige behandelingsovereenkomst. Toetsende instanties zijn de Commissie van Toezicht, de Inspectie voor de Gezondheidszorg (in het kader van de Wet Kwaliteit Zorginstellingen), en de Inspectie voor de Sanctietoepassing.

## Patiënten
De gemiddelde leeftijd van de patiënten is begin dertig. Vrijwel zonder uitzondering hebben zij een langdurige justitiële voorgeschiedenis, soms al op 13- à 14-jarige leeftijd beginnend, en tevens een langdurige psychiatrische voorgeschiedenis, beginnend in de adolescentie. De psychiatrische voorgeschiedenis wordt veelal gekenmerkt door gedwongen opnames en onttrekking aan of uitstoting uit de zorg. Circa 85% van de patiënten heeft een niet Nederlandse culturele achtergrond.
Als diagnoses worden vooral psychotische stoornissen gesteld, vooral schizofrenie; samen ongeveer 75%. De overige 25% worden hebben ernstige stemmingsstoornissen, aanpassingsstoornissen of aan autisme verwante (autistiforme) stoornissen. 70% van de Patiënten heeft een drugsprobleem. Ook heeft ongeveer 70% een persoonlijkheidsstoornis ; vooral cluster B persoonlijkheidsstoornissen, bijvoorbeeld een antisociale persoonlijkheidsstoornis. Van de patiënten heeft 5%  een verstandelijke beperking. Bij de vrouwelijke patiënten wordt de diagnose schizofrenie minder vaak gesteld; de meest voorkomende diagnose bij hen is de (ernstige) borderline-persoonlijkheidsstoornis.
In de regel kan men moeilijk een beroep doen op motivatie en therapietrouw, er is weinig ziekte-inzicht en er zijn ernstige gedragsproblemen.

## PPC Amsterdam
In principe kan elke gevangene uit het Hofresort Amsterdam voor wie dat nodig is, opgenomen worden in het PPC. Mensen die in het PPC zijn ondergebracht zijn psychiatrisch patiënt en behoeven psychiatrische behandeling. Het PPC vangt gedetineerden, die elders niet te handhaven zijn, op, en stabiliseert ze zodanig, dat ze na een het verblijf in het PPC weer terug kunnen naar een normale gevangenis of psychiatrische kliniek.
Daarnaast is bij het PPC Amsterdam de landelijke crisisinterventie-inrichting ondergebracht.

### Zorgvisie PPC Amsterdam
Het PPC is een Huis van Bewaring met een bijzondere taak en is gevestigd in twee van de torens van de Penitentiaire Inrichtingen Amsterdam Overamstel, de Bijlmerbajes. 
Op het PPC wordt een beroep gedaan wanneer onbehandelbaar gedrag, dat het gevolg is van een psychiatrische stoornis van een gedetineerde de mogelijkheden van een justitiële inrichting te boven gaat. Meestal is er sprake van een psychotische stoornis. Het betreft echter (vrijwel) altijd een wisselwerking tussen het probleemgedrag van de gedetineerde en zijn directe omgeving aldaar.
Op het regionale PPC wordt een beroep gedaan wanneer er een psychiatrische stoornis is, die de mogelijkheden van de gewone penitentiaire inrichtingen te boven gaat.

## Gebouwen

### Toren Het Veer
Sinds 2009 huisvest deze toren de reguliere PPC afdelingen. Er zijn zeven afdelingen of paviljoens:
- Paviljoen 1 tot en met 6: Hier komen mannelijke patiënten binnen vanuit het politiebureau, de verwijzende instelling of de PPC crisisafdeling voor wie de zeer intensieve aanpak van het PPC crisis niet (meer) nodig is.
- Paviljoen 7: Dit is het vrouwenpaviljoen van Het Veer.

### Toren De Singel
Hier is de crisisinterventie van het PPC gehuisvest. Er zijn zeven afdelingen of paviljoens. Deze afdelingen zijn onder te verdelen in de volgende groepen:
- Paviljoen 2: Chronisch verblijf, afdeling voor patiënten die na behandeling toch niet in aanmerking komen voor overplaatsing naar ggz-instelling of naar een PPC-afdeling met lichtere zorg.
- Paviljoen 1,3,4,5 en 6: Inkomst en stabilisatie, hier komen mannelijke patiënten binnen vanuit een politiebureau of een verwijzende instelling. Ook worden hier patiënten naar overgeplaatst vanuit de afdeling voor intensieve zorg, die dit zorgaanbod niet meer nodig hebben.
- Paviljoen 7: is het Intensieve zorg paviljoen (IZP): hier verblijven patiënten die (nog) niet stabiel genoeg zijn om in een groep te kunnen functioneren. Er is ook plaats voor drie vrouwen.

Hoewel De Singel en Het Veer onderdeel uitmaken van het complex van de Penitentiaire Inrichtingen Over-Amstel, beter bekend als de Bijlmerbajes, kent het PPCA een geheel eigen regime.

#### Crisisbegeleiding
Een acute crisis is meestal de oorzaak voor opname in De Singel. Om de schadelijke gevolgen hiervan zo veel mogelijk te beperken en de crisis zo snel mogelijk te beëindigen, combineert men een stevige structuur met een positieve grondhouding.
Bij een accepterende en de-escalerende bejegening worden duidelijk grenzen worden aangegeven.
Daarbij worden niet de problemen en fouten van de patiënt centraal gesteld maar krijgen vooral  de gezonde en positieve eigenschappen van de patiënt aandacht. Dit is uitgangspunt bij bijvoorbeeld sport of werk op de afdeling educatie en bij vorming en activiteiten. Er wordt een heldere en voorspelbare structuur geboden, waarbij externe- en omgevingsprikkels kunnen worden gedoseerd. Gevaarlijk gedrag zoals zelfmoordpogingen wordt tegengegaan. Gewenst gedrag zoals het zelf verantwoordelijkheid nemen voor de basiszorg wordt aangemoedigd. Zo snel als verantwoord en mogelijk is krijgt de patiënt meer individueel gedoseerde eigen verantwoordelijkheden. De gedetineerde wordt gemotiveerd vrijwillig stabiliserende medicatie te gebruiken. Indien nodig kan ter afwending van gevaar voor de patiënt of de omgeving dwangmedicatie worden toegediend.

#### Verwijzende instellingen crisisinterventie
De Singel is een landelijke instelling voor patiënten vanuit elke justitiële instelling en tevens enkele andere locaties. Een patiënt komt voor opname in De Singel in aanmerking als deze in een acute (psychische of psychotische) crisissituatie zit en daarbij een ernstig gevaar voor zichzelf of zijn omgeving vormt. In het algemeen kan gesteld worden dat de De Singel de laatste mogelijkheid is om de persoon op te vangen. Pas als alle andere maatregelen of instellingen geen oplossing bieden voor de patiënt komt hij in aanmerking voor opname aldaar. Een beperkt aantal functionarissen is bevoegd een persoon te verwijzen. Dit zijn:
- NIFP-psychiaters in penitentiaire inrichtingen. Eventueel te vervangen door de instellings-psycholoog
- (dienstdoende) psychiaters van de crisisdienst politiebureaus
- psychiaters ggz/tbs

## Einde van de opname
De behandeling en begeleiding in dit bijzondere huis van bewaring is er op toegespitst de patiënt voor te bereiden op de overgang naar een andere plek. Afhankelijk van de justitiële status van de patiënt kan dit een plek zijn binnen de justitiële inrichtingen of daarbuiten. In het laatste geval kan gedacht worden aan een psychiatrische kliniek of, bij uitzetting, het land van herkomst.
Bij een vrij groot aantal patiënten, rond de 25% eindigt de behandeling plotseling en zijn er geen of slechts zeer beperkte mogelijkheden om de patiënt op een goede manier te verwijzen. Als de detentie van een patiënt eindigt, bijvoorbeeld omdat hij zijn gevangenisstraf heeft uitgezeten, eindigen ook de mogelijkheden om in De Singel te zijn opgenomen. Als vrijlating te verwachten is dan kan gewerkt worden aan overplaatsing naar een ggz-instelling of een andere vorm van begeleiding. Maar in de genoemde 25% van de gevallen komt het einde van de detentie, en dus ook de behandeling in De Singel, onverwacht of onvoorzien. Zo'n situatie doet zich bijvoorbeeld voor als een rechter een preventieve hechtenis per direct beëindigt of wanneer een vreemdelingenbewaring onmiddellijk wordt beëindigd.

## Sluiting PPC Amsterdam
De Bijlmerbajes werd in 2016 gesloten. Als laatsten vertrokken begin juni de patiënten van het PCC.
Ze verblijven sindsdien in het Justitieel Complex Zaanstad waar een nieuw psychiatrisch centrum werd ingericht. 